# Бабе (Вьетнам)
Бабе (вьет. Ba Bể) — уезд в провинции Баккан, Вьетнам.

## География
Уезд Бабе находится на северо-западе провинции Баккан и граничит:
- с уездом Пакнам на севере и северо-востоке,
- с уездом Наханг (провинция Туенкуанг) на западе,
- с уездом Тёдон на юго-западе,
- с уездом Батьтхонг на юге,
- с уездом Нганшон на востоке.

Район Бабе имеет площадь 678 км², население в 2004 году составляло 47 000 человек. Столица района — город Тёра (городская община-коммуна), расположенный на шоссе 279, примерно в 50 км к северо-западу от города Баккан.
Кроме главной дороги — шоссе 279 — в уезде есть ряд других важных дорог, в том числе провинциальная дорога 254 в Тёдон, провинциальная дорога 201 в Батьтхонг и межпровинциальная дорога 212 на север, в Каобанг.

## Административное деление
Бабе включает административных единиц, в том числе город Тёра (столица уезда) и 14 общин: Баньчать, Каотхыонг, Тюхыонг, Диалинь, Донгфук, Хахьеу, Хоангчи, Кхангнинь, Мифыонг, Наммау, Фуклок, Куангкхе, Тхыонгзяо и Йензыонг.

## История
К 1976 году уезд Тёра провинции Бактхай включал город Тёра и 25 общин.
29 декабря 1978 года уезд Тёра был отнесён к провинции Каобанг.
6 ноября 1984 года уезд Тёра был переименован в Бабе.
6 ноября 1996 года район Бабе был отнесён к новой провинции Баккан.
28 мая 2003 года 10 из 25 общин были выделены в новый уезд Пакнам.
10 января 2020 года община Каочи вошла в общину Тхыонгзяо, таким образом сформировав современное деление уезда.

## Достопримечательности
- Озеро Бабе расположено на западе уезда, в национальном парке Бабе.
- Пещера Хуама — живописное место в национальном парке Бабе. Пещера расположена на реке Ленг и принадлежит деревне Пакнгой общины Куангкхе. Пещера глубоко врезана в гору Кодон в юго-восточном направлении[2].
- Пещера Пуонг в национальном парке Бабе — участок реки Нанг, протекающей через известняковую гору Лунгням, примерно в 5 км от города Тёра[3].